# Orchite
L'orchite è definita come l'infiammazione del testicolo in modo unilaterale o bilaterale, spesso causata da virus e batteri. L'orchite può manifestarsi in modo acuto e sintomatico all'esordio oppure in modo asintomatico e cronico. L'orchite isolata è rara ed è solitamente accompagnata da un'infezione dell'epididimo. La principale via di diffusione per l'orchite isolata è la disseminazione per via ematica.

## Clinica

### Eziologia
Diverse sono le tipologie di batteri e virus che possono scatenare l'orchite.
- Negli uomini giovani, l'orchite è solitamente di natura virale, con morbillo e rosolia che costituiscono le cause più comuni. Sono state riportate segnalazioni di casi di orchite in seguito alla somministrazione del vaccino trivalente contro morbillo, parotite e rosolia.[3]
- Altri virus includono il coxsackievirus, il virus varicella-zoster, l'echovirus e il citomegalovirus.[4]
- Infezioni batteriche a livello della prostata e dell'apparato urinario possono innescare l'orchite. Tra le cause batteriche più comuni di orchite vi sono l'Escherichia coli, la Klebsiella pneumoniae, la Pseudomonas aeruginosa e varie specie di Staphylococcus e Streptococcus.[4]
- Batteri che si diffondono tramite infezioni sessualmente trasmissibili possono anche essere responsabili dell'orchite nei maschi sessualmente attivi. Gli organismi più comuni sono la Neisseria gonorrhoeae, la Chlamydia trachomatis e il Treponema pallidum.[4]
- Nei pazienti immunocompromessi sono state riportate orchiti causate dal complesso Mycobacterium avium, dal Cryptococcus neoformans, dal Toxoplasma gondii, dall'Haemophilus parainfluenzae e dalla Candida albicans.[4]

Vi sono anche segnalazioni di orchiti causate da reazioni autoimmuni, che possono essere classificate come primarie e secondarie.

### Epidemiologia
L'orchite da sola è molto rara ed è di solito accompagnata dall'epididimite, pertanto l'effettiva incidenza è incerta. Anche la letteratura attuale non suggerisce una predilezione per una particolare razza o religione.
L'orchite si sviluppa nel 14% al 35% dei pazienti postpuberali colpiti dalle parotiti. I sintomi si manifestano da 4 a 8 giorni dopo la parotite, ma possono comparire anche in assenza di essa. Il virus delle parotiti è responsabile della maggior parte dei casi di orchite isolata.

### Fisiopatologia

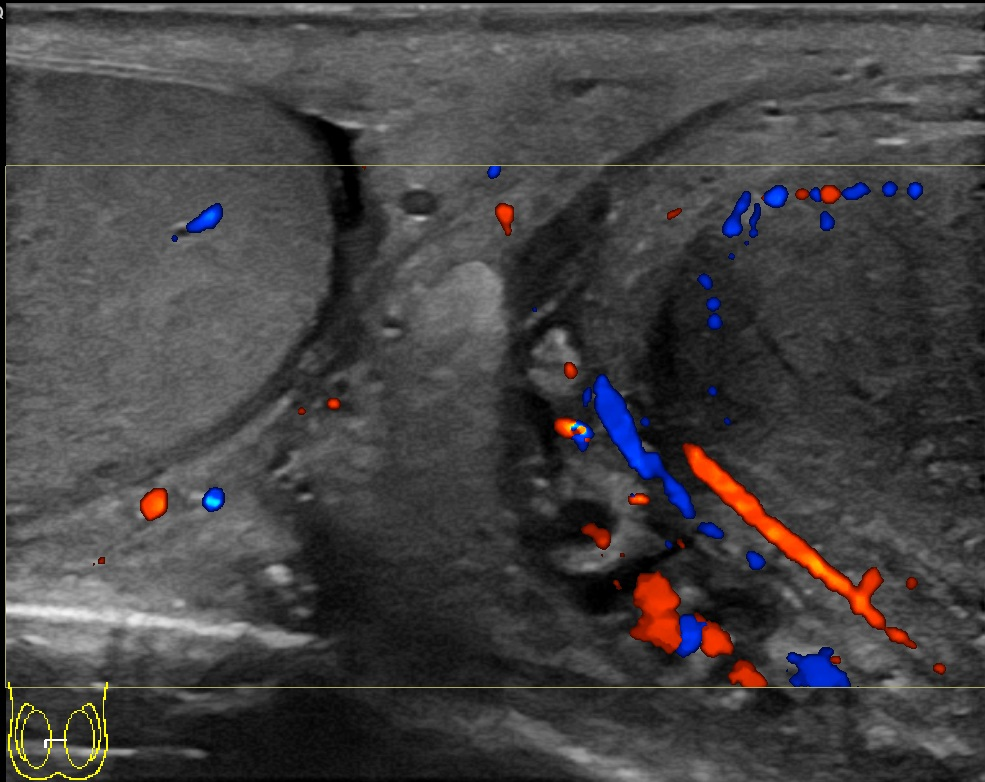
Ecodoppler di uno scroto, sul piano assiale, che mostra orchite (come parte di una epididimo-orchite) tramite tessuto testicolare sinistro ipoecogeno e parzialmente eteroecogeno (a destra nell'immagine), con un aumentato afflusso sanguigno e versamento del tessuto peritesticolare

All'interno delle varie manifestazioni dell'orchite, quella acuta isolata è un fenomeno molto raro. Solitamente, l'orchite è unilaterale e i sintomi possono variare da lievi a gravi. La maggior parte dei casi si risolve entro due settimane. Ci sono due differenze significative tra l'orchite e le infezioni degli altri organi sessuali maschili accessori, ovvero:
- La via principale di diffusione dell'infezione al testicolo è la disseminazione tramite il sangue.[2]
- I virus sono coinvolti come agenti patogeni significativi.

I fattori di rischio comuni includono una storia preesistente di epididimite, contatti sessuali non protetti, rapporti con più partner sessuali, l'uso prolungato di catetere Foley, ostruzione delle vie urinarie, anomalie strutturali e mancanza di immunizzazione tramite vaccino trivalente contro morbillo, parotite e rosolia.

### Esame obiettivo
Di solito, il paziente si presenta con un esordio acuto del dolore testicolare, che inizialmente potrebbe coinvolgere un solo testicolo e poi diffondersi a includere l'intero scroto. Il paziente potrebbe anche lamentare febbre accompagnata da malessere, affaticamento e brividi. Le scoperte di manifestazioni cliniche durante l'esame possono includere ingrossamento, tensione e indurimento del testicolo. Edema e arrossamento dello scroto possono anch'essi essere presenti. L'epididimo potrebbe risultare ingrossato se l'orchite è accompagnata da epididimite. Il riflesso cremasterico è normale nei soggetti colpiti. L'orchite da parotiti può presentarsi con ingrossamento bilaterale delle parotiti e si manifesta di solito da 4 a 8 giorni dopo l'inizio delle parotiti. Quando si valutano tali pazienti, il medico dovrebbe prendere nota anche dei vari fattori di rischio in modo che possano ricevere la gestione appropriata.

### Diagnosi
La diagnosi dell'orchite di solito si basa sulla storia clinica e sulle evidenze fisiche e gli esami di laboratorio generalmente non sono di grande aiuto, ma possono essere eseguiti tamponi uretrali e campioni di urine per esami di routine e colture al fine di escludere un'infezione delle vie urinarie e diagnosticare le infezioni a trasmissione sessuale come possibile fonte. Quando si valutano pazienti con dolore acuto al testicolo o allo scroto, è imperativo escludere la torsione testicolare. In tali casi, l'ecografia Doppler a colori dello scroto è la prima scelta di indagine. Le evidenze dell'ecografia nei pazienti con orchite da parotiti solitamente si attenuano entro il settimo giorno. Anche se non è un'analisi tipicamente eseguita, il test dei livelli sierici di anticorpi tramite immunofluorescenza è utile per confermare la diagnosi di orchite da parotiti.

### Trattamento
In situazioni di emergenza deve essere distinta tra torsione e infiammazione del testicolo. Gli antibiotici non sono necessari per le cause virali della malattia. Terapie di supporto come il riposo a letto, gli antipiretici, gli analgesici, il supporto dello scroto e l'applicazione di impacchi caldi o freddi per il sollievo dal dolore sono consigliabili.
Gli antibiotici dovrebbero essere prescritti empiricamente in base ai patogeni probabili secondo l'età e anamnesi del paziente per possibili fattori di rischio.
- Se si sospetta la presenza di batteri di origine intestinale, allora i fluorochinoloni come ciprofloxacina, ofloxacina, levofloxacina per un periodo di 10-14 giorni. Il trimetoprim-sulfametoxazolo è anche un'opzione per questi patogeni.[4]
- Se si sospetta la presenza di un patogeno a trasmissione sessuale, allora il trattamento dovrebbe prevedere una dose singola intramuscolare di ceftriaxone da 250 mg e doxiciclina 100 mg due volte al giorno per 10-14 giorni. L'azitromicina è anche un'opzione al posto della doxiciclina.[4]

I partner sessuali del paziente con patogeni a trasmissione sessuale dovrebbero ricevere il trattamento. L'incapacità di assumere antibiotici per via orale, segni di sepsi e il fallimento di precedenti terapie ambulatoriali dovrebbero giustificare una terapia in ospedale.